# Marco Nilson
Marco Tapio Nilson, född 16 februari 1973 i Västerås, är en svensk fotograf som är verksam som utrikesfotograf på SVT och har varit korrespondent i USA med Stefan Åsberg och Stefan Borg.
Som utrikesfotograf har han bland annat rapporterat från USA Sydamerika, forna Jugoslavien, Afghanistan, Syrien,, Israel–Palestina-konflikten och inbördeskriget i Libyen,
Marco Nilson har arbetat på TV4. Året efter, den 14 september 1997, skottskadades Stefan Borg lindrigt i vänster sida och överarm i ett eldöverfall mot den bil som han och Nilson färdades i mellan Pale och Sarajevo i Bosnien-Hercegovina.
2006 var han med och startade Combat Camera-enheten på Försvarsmakten.Försvarsmakten , SVT.
Han vann även TV-Fotografernas förening pris 2015. med Claes J.B. Löfgren. För bevakningen av Ebola utbrottet i Liberia 2014.
Vann kristallen 2023 i kategorin årets nyheter 
co

ochtet aktuali. SVT. ram, ter